# Kowloon (métro de Hong Kong)
Kowloon Station (en cantonais : 九龍站) est une station du métro de Hong Kong, sur la Tung Chung Line. Située à l'ouest du centre de Kowloon. 10 000 personnes y descendent quotidiennement.